# Eclipse Jersey
Eclipse Jersey ist die Referenzimplementierung (JSR-339) der Jakarta RESTful Web Services, das mit einer eigenen Programmierschnittstelle die Funktionen erweitert und Werkzeuge anbietet, um die Entwicklung von RESTful-Webdiensten und Klienten zu erleichtern. Der Server kann innerhalb von Apache Tomcat laufen oder den integrierten Mini-HTTP-Server nutzen. Das Projekt wurde ursprünglich von Sun Microsystems begonnen. Durch Oracle wurde es später unter einer Open-Source-Lizenz veröffentlicht und an die Eclipse Foundation übergeben.